# Stefan Johansson
 Stefan Nils Edwin Johansson  va ser un pilot de curses automobilístiques suec que va arribar a disputar curses de Fórmula 1.
Va néixer el 8 de setembre del 1956 a Sandsbro, Växjö, Suècia.
Fora de la F1 va disputar el campionat CART dels Estats Units i va córrer a les 24 hores de Le Mans, guanyant-les l'any 1997.

## A la F1
Stefan Johansson va debutar a la primera cursa de la temporada 1980 (la 31a temporada de la història) del campionat del món de la Fórmula 1, disputant el 13 de gener del 1980 el G.P. de l'Argentina al circuit d'Oscar Alfredo Galvez.
Va participar en un total de cent tres curses puntuables pel campionat de la F1, disputades en deu temporades no consecutives (1980 i 1983-1991), aconseguint dotze podis com millor classificació en una cursa i assolí vuitanta-vuit punts pel campionat del món de pilots.

## Resultats a la Fórmula 1
| Any  | Equip                          | Xassís   | Motor   | 1       | 2       | 3       | 4       | 5       | 6         | 7         | 8       | 9       | 10      | 11      | 12      | 13      | 14      | 15      | 16      | Posició | Punts |
| ---- | ------------------------------ | -------- | ------- | ------- | ------- | ------- | ------- | ------- | --------- | --------- | ------- | ------- | ------- | ------- | ------- | ------- | ------- | ------- | ------- | ------- | ----- |
| 1980 | Shadow Cars                    | Shadow   | Ford    | ARG NVQ | BRA NVQ | SUD     | O.USA   | BEL     | MON       | FRA       | GBR     | ALE     | AUT     | HOL     | ITA     | CAN     | USA     |         |         | -       | 0     |
| 1983 | Spirit Racing                  | Spirit   | Honda   | BRA     | O.USA   | FRA     | SMR     | MON     | BEL       | E.USA     | CAN     | GBR Ret | GER Ret | AUT 12  | HOL 7   | ITA Ret | EUR 14  | SUD Ret |         | -       | 0     |
| 1984 | Tyrrell Racing Organisation    | Tyrrell  | Ford    | BRA     | SUD     | BEL     | SMR     | FRA     | MON       | CAN       | E.USA   | USA     | GBR DSQ | ALE DSQ | AUT NVQ | HOL DSQ |         |         |         | 17è     | 3     |
| 1984 | Toleman Group Motorsport       | Toleman  | Hart    |         |         |         |         |         |           |           |         |         |         |         |         |         | ITA 4   | EUR Ret | POR 11  | 17è     | 3     |
| 1985 | Tyrrell Racing Organisation    | Tyrrell  | Ford    | BRA 7   |         |         |         |         |           |           |         |         |         |         |         |         |         |         |         | 7è      | 26    |
| 1985 | Scuderia Ferrari               | Ferrari  | Ferrari |         | POR 8   | SMR 6   | MON Ret | CAN 2   | E.USA 2   | FRA 4     | GBR Ret | ALE 9   | AUT 4   | HOL Ret | ITA 5   | BEL Ret | EUR Ret | SUD 4   | AUS 5   | 7è      | 26    |
| 1986 | Scuderia Ferrari               | Ferrari  | Ferrari | BRA Ret | ESP Ret | SMR 4   | MON 10  | BEL 3   | CAN Ret   | E.USA Ret | FRA Ret | GBR Ret | ALE 11  | HON 4   | AUT 3   | ITA 3   | POR 6   | MEX 12  | AUS 3   | 5è      | 23    |
| 1987 | Marlboro McLaren International | McLaren  | TAG     | BRA 3   | SMR 4   | BEL 2   | MON Ret | E.USA 7 | FRA 8     | GBR Ret   | ALE 2   | HON Ret | AUT 7   | ITA 6   | POR 5   | ESP 3   | MEX Ret | JPN 3   | AUS Ret | 6è      | 30    |
| 1988 | Ligier Loto                    | Ligier   | Judd    | BRA 9   | SMR NVQ | MON Ret | MEX 10  | CAN Ret | E.USA Ret | FRA NVQ   | GBR NVQ | ALE NVQ | HON Ret | BEL 11  | ITA NVQ | POR Ret | ESP Ret | JPN NVQ | AUS 9   | -       | 0     |
| 1989 | Moneytron Onyx                 | Onyx     | Ford    | BRA NVQ | SMR NVQ | MON NVQ | MEX Ret | USA Ret | CAN DSQ   | FRA 5     | GBR NVQ | ALE Ret | HON Ret | BEL 8   | ITA NVQ | POR 3   | ESP NVQ | JPN NVQ | AUS NVQ | 12è     | 6     |
| 1990 | Moneytron Onyx                 | Onyx     | Ford    | USA NVQ | BRA NVQ | SMR     | MON     | CAN     | MEX       | FRA       | GBR     | ALE     | HON     | BEL     | ITA     | POR     | ESP     | JPN     | AUS     | -       | 0     |
| 1991 | AGS                            | AGS      | Ford    | USA NVQ | BRA NVQ |         |         |         |           |           |         |         |         |         |         |         |         |         |         | -       | 0     |
| 1991 | Footwork                       | Footwork | Porsche |         |         | SMR     | MON     | CAN Ret | MEX NVQ   |           |         |         |         |         |         |         |         |         |         | -       | 0     |
| 1991 | Footwork                       | Footwork | Ford    |         |         |         |         |         |           | FRA NVQ   | GBR NVQ | ALE     | HON     | BEL     | ITA     | POR     | ESP     | JPN     | AUS     | -       | 0     |

### Resum
| Curses:  | Victòries: | Pòdiums: | Poles: | Voltes ràpides: | Punts: |
| -------- | ---------- | -------- | ------ | --------------- | ------ |
| 103 (79) | 0          | 12       | 0      | 0               | 88     |